# ヴィクトル・サニキゼ
ヴィクトル・サニキッツァ（Viktor Sanikidze、1986年4月1日 - ）は、ジョージアのプロバスケットボール選手。エストニア男子プロバスケットボールリーグ1部KMLのタルトゥ・ロック所属。ソビエト連邦グルジア (現国名: ジョージア) トビリシ出身。ポジションはスモールフォワード。203cm、100kg。

## 来歴

### ヨーロッパ
2003年、フランスリーグ・ナショナル・バスケットボールのプロクラブであるJDA・ディジョンと契約した。その後フランスで3シーズンを過ごした（2003-04、2004-05、2005-06）。
2006-07年シーズン、スペインのリーガACBのCBエストゥディアンテスと契約。2007-08シーズンは負傷のため全休した。
2008-09シーズンにエストニアリーグのクラブに加わりプレーした。2009年8月、セリエA (バスケットボール)のヴィルトゥス・ボローニャに移籍。2012年7月11日、セリエAのクラブメンズ・サーナ・バスケットとの複数年契約に調印した。
2013年9月20日、スペインリーガACBでバスケット・サラゴサ2002との1年契約を結んだ。2014年7月31日に、ロシアのユナイテッド・リーグBC・ユニクスと1年契約を結んだ。2015年8月3日、ターキッシュ・バスケットボール・リーグのTED Ankara Kolejlilerと署名した。
2016年9月6日、2016-17シーズンにギリシャのAris B.Cと契約を結んだ。

### NBA
2004年のNBAドラフトの42位で、アトランタ・ホークスに指名されたが、交渉権は、サンアントニオ・スパーズの2005年の第2ラウンド指名権と現金補償と同日交換取引された。スパーズはまだ契約に署名しておらず、ヨーロッパでプレーし続けている。2007年7月、NBAサマーリーグにスパーズから出場しフィラデルフィア・セブンティシクサーズ戦で15得点を記録した。